# Waszkowce (stacja kolejowa)
Waszkowce (ukr. Вашківці, rum. Vășcăuți, ros. Вашковцы) – stacja kolejowa w miejscowości Waszkowce, w rejonie wyżnickim, w obwodzie czerniowieckim, na Ukrainie. Położona jest na linii Zawale – Wyżnica.
Stacja istniała przed II wojną światową. W tym okresie linia na wschód od stacji przebiegała inaczej. Poprowadzona była do stacji Grigore Ghica Vodă z ominięciem terytorium Polski.